# Gruber Béla
Gruber Béla (Budapest, 1936. február 23. – Budapest, 1963. szeptember 29.) magyar festő, a 20. századi magyar festészet kiemelkedő alakja.

## Családja
Szülei Szilágyi Amália (1901-1981) és Gruber Antal (1900-1945). Testvérei: Antal (1928, tanár), Ibolya (1929, tisztviselő), Ágota (1930-2025, okleveles könyvvizsgáló), Melinda (1936), Katalin (1943, műszaki rajzoló).

## Élete
Ikergyermekként, szülei ötödik gyermekként jött a világra. Már kiskorában bal kézzel festett, rajzolt, ez volt a legnagyobb öröme. Apja 1945-ben meghalt. Az ifjú Gruber Béla középiskolai tanulmányait megszakítva az Óbudai Hajógyárban segédmunkás, majd dekorációs lett. 1956-ban felvették a Képzőművészeti Főiskolára, ahol Kmetty János és Bernáth Aurél tanítványa volt. 1962-ben egészségi állapota megromlott, idegszanatóriumba került. Fiatalon, 27 éves korában, 1963. szeptember 29-én halt meg.

## Munkássága
Gruber Béla ezernél több festményt, grafikát hagyott maga után.
A Művészet 1984. augusztusi számában Gyulai Líviusz többek közt azt mondja Gruberről: „Ő a felvételikor már érett művész volt, szakmai szempontból semmi szüksége nem volt a főiskolára…” Ezzel egybevág azon visszaemlékezése is, miszerint első mestere és legszeretetebb tanára Kmett János többször kijelentette, hogy Gruber Béla tehetsége nagyobb annál, hogy a főiskola adhasson neki valamit.
Bernáth Aurél is nem egy alkalommal megfogalmazta, hogy Gruber Bélát nem kellett tanítania. „… Neki soha nem volt gondja, hogy mit és hogyan fessen. Ha kellett, a jobb kezét is felszögezte volna a képre. Zseni volt…” „… munkássága olyan nemzeti kincs, amelynek védelme mindannyiunk közös érdeke. Ez az oeuvre európai rangú, a magyar művészetnek pedig kiemelkedő értéke.”
A kortárs Mészáros Géza Száz év magány Pannóniában c. tanulmányában így ír: "…A kör, amelyhez én az Epres kerti éveimben tartoztam, a 27 évesen halott festőzseni, Gruber Béla életművén, a Főiskolán és a Hárs-hegyen festett képein nőtt fel."
Gruber Béla életművét nővére, Gruber Ágota (1930-2025) közel 60 éven át intenzíven gondozta, mindent megtéve festőművész öccse minél szélesebb körű elismertetéséért. 1993-van férjével, Strakovits Istvánnal (1919-2008) közösen megalapították a Gruber-djat, melyet évente egy tehetséges és nehéz sorsú festőnövendéknek ítél oda a Képzőművészeti Egyetem. Számos publikáció és kisebb könyv kiadása után Strakovitsné Gruber Ágota magánkiadásában 2007-ben megjelent a Gruber Béla élete és művei c. átfogó életmű katalógus is. A Gruber-életművel és gondozásával kapcsolatos hatalmas dokumentumanyag jelentős részét végül Gruber Ágota a Szépművészeti Múzeum adattárának ajándékozta, ahol az feldolgozva, elektronikusan is elérhető.

## Festészete

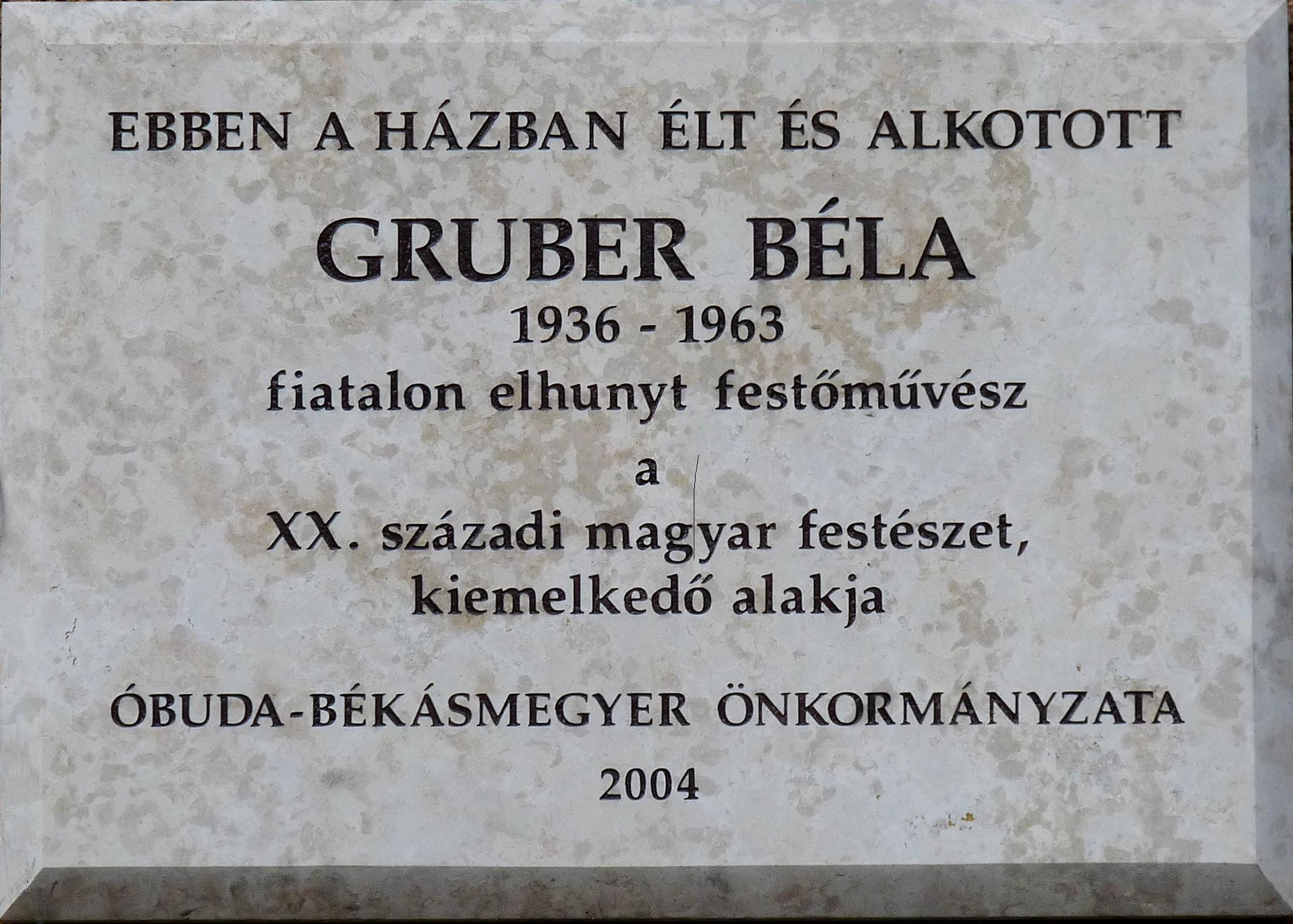
Emléktáblája egykori lakhelyén (Budapest, III. kerület, Tímár utca 17/b)

Gruber képein újraépíti, megkonstruálja az ábrázolt tárgyi világot. Ez a – Cézanne és a magyar előzmények nyomán kibontakozó – konstruktív felfogás világszemlélet és stílus is egyszerre. Gruber Béla 1956-tól 1962-ig a Magyar Képzőművészeti Főiskola hallgatója, előbb Kmetty János, majd Kádár György és Bernáth Aurél tanítványa. Betegség, öngyilkossági kísérlet és tragikusan korai halál vetett véget a néhány évre terjedő művészi pályának, ahol elválaszthatatlanul egymásba fonódtak a tanulóévek és az elszánt művészi útkeresés jellegzetességei.
Egyik nagy mintaképe Paul Cezanne volt, akinek festészetét Vincent van Gogh és Nemes-Lampérth József felől közelítette meg. Alaptémája a műterem zárt világa. Csendéleteket és önarcképeket fest, masszív tömegekből épített klasszikus kompozícióval és egyre határozottabban érvényesülő belső nyugtalansággal, a szemlélődés és indulat kettős megközelítésében.
A kép a diplomamunkának szánt és befejezetlenül maradt Festőműterem (1962) tematikáját és kompozícióját előlegezi. Bár két alak, két olvasó figura is látható a széles formátumú vásznon, mégis inkább enteriőrnek és csendéletnek hat. A személyes, főiskolai környezetet mint a művészet zárt világát örökíti meg. A motívumok, az ábrázolás síkjában kiterített tárgyak Cézanne-ra és a prekubizmus magyar jellegzetességeire utalnak. A látványvilág keskeny térszeletben sűrűsödik össze, jelenségei architektonikus törvényeknek engedelmeskednek, mely szigorú abroncsba szorítja a konkrét tárgyi formákat. A mindennapi élet kulisszájának egy pillanata örökérvényűséggé és maradandósággá dermed.
Gruber képein újraépíti, megkonstruálja az ábrázolt tárgyi világot. Ez a – Cézanne és a magyar előzmények nyomán kibontakozó – konstruktív felfogás világszemlélet és stílus is egyszerre. Világszemlélet, mely lényeg és látvány harmonikus megfelelésére épül; a világ elrendezettségét, racionalitását, öntörvényű logikáját feltételezi. Ennek a szemléletnek művészi megjelenítője a konstruktív stílus. Kontúrabroncsba fogott sztereometrikus testeket sorol egymás mellé építőkockaszerűen a kép illuzionisztikus színpadán, egy keskeny térszeletben. Szigor és dinamika jellemzi ezt a megformálást. Lecsupaszított, elemi alakzatai nem tűrnek semmi véletlenszerű, esetleges elemet, de a megkonstruált térviszonylatok ellenére sem mondanak le arról, hogy a valóság összetettségének, sokféleségének látszatát keltsék.

## Kiállítások

### Egyéni kiállítások
- 1964 • Posztumusz kiállítások – Magyar Képzőművészeti Főiskola, Budapest
- 1969 • Thury Gy. Múzeum, Nagykanizsa (kat.) • Megyei Művelődési Központ, Zalaegerszeg
- 1972 • Eötvös Klub, Budapest
- 1976 • Gárdonyi Géza Színház, Eger (kat.)
- 1978 • Hazafias Népfront IX. ker. Kiállítóterem, Budapest • Magyar Nemzeti Galéria, Budapest (kat.)
- 1981 • Görög templom, Vác (kat.)
- 1985 • Magyar Hajó- és Darugyár Művelődési Háza, Budapest • Falusi Galéria, Perbál • Pataky Galéria, Budapest (kat.).
- 2000 • Országos Széchényi Könyvtár, Budapest